# Гарман, Самуэль
Самуэль Уолтон Гарман (англ. Samuel Walton Garman; 5 июня 1843, округ Индиана, штат Пенсильвания — 1927, Плимут, штат Массачусетс) — американский герпетолог, палеонтолог и ихтиолог.
Гарман рано покинул родной дом, работал в компании Union Pacific Railroad, боролся с индейцами и охотился, чтобы снабдить рабочих железной дороги мясом.
В 1868 году он принял участие в экспедиции под руководством Джона Уэсли Пауэлла в горы Колорадо. Гарман последовал за Пауэллом, когда тот преподавал геологию в государственном университете Иллинойса. Он учился у Луи Агассиса и получил в 1872 году диплом. Гарман дружил с Эдвардом Копом и сопровождал его в 1872 году в поездке в Вайоминг для сбора фоссилий. С Луи Агассисом он предпринял исследовательскую поездку к Магелланову проливу.
С 1873 года он работал в Музее сравнительной зоологии Гарвардского университета. Его работа касалась классификации рыб, особенно акул, а также рептилий и амфибий.